# Pour un sourire
Pour plus de détails, voir Fiche technique et Distribution.
Pour un sourire est un film de François Dupont-Midy à partir du roman de Anna Langfus, sorti en salle le 29 avril 1970 avec Bruno Cremer, Isabelle Missud et Marina Vlady.

## Synopsis
Dans le décor désolé d'une ville en ruines pendant la guerre, marche, pistolet au poing, Michael, un déserteur. Au milieu des gravats, il est soudain troublé par deux voix : le soldat voit une petite fille que sa mère appelle Minna. La jeune femme disparaît un moment. La petite fille saute à la corde, insouciante, et ne s'effraie pas de voir surgir devant elle un inconnu. Le soldat revoit en un instant des bribes de son passé, sa femme, et sa fille Barbara qu'il adorait, qu'on a emmenées et qui sont mortes. Pour cet être désespéré, Minna devient Barbara. Il l'enlève et s'enfuit. Peu après, dans une maison abandonnée, il rencontre le soldat Nicolas. À eux trois, en wagon de marchandises, puis en barque, ils passent la frontière et se retrouvent en France. Nicolas pense à ce qu'il dira à sa femme dont il est sûr pourtant qu'elle l'a trompé, Michael a trouvé un toit et du travail : la petite fille, elle, parle peu mais prononce parfois une phrase dans une langue incompréhensible où l'on devine pourtant le mot « maman ». Michael promet à « Barbara » une maison, une robe bleue, un dîner fait de desserts, la mer. Mais au centre d'accueil, les jours passent et rien ne vient. Un matin, Michael se réveille, la petite fille a disparu. Fou d'inquiétude, il la cherche dans toute la ville et la trouve auprès d'une jeune femme qu'il a rencontrée par deux fois sans oser l'aborder. Celle-ci a compris que Michael était un déserteur, que Minna n'est pas sa fille. Elle aussi attendait un soldat, un soldat qui n'est pas revenu. Elle aussi était seule jusqu'à aujourd'hui. La petite fille obéit et va vers elle. Mais il aura suffi de quelques secondes pour que Michael réapprenne à vivre. Pour un regard de petite fille. Pour un sourire. Il s'éloigne seul.

## Distribution
- Bruno Cremer : Michael
- Isabelle Missud : Minna
- Marina Vlady : Véronique
- Philippe Clay : Nicholas
- Florence Bolland : Barbara